# Wietske de Ruiter
Wietske de Ruiter, född den 20 mars 1970 i Ridderkerk, Nederländerna, är en nederländsk landhockeyspelare.
Hon tog OS-brons i damernas landhockeyturnering i samband med de olympiska landhockeytävlingarna 1996 i Atlanta.